# Lana Jalosjós
Svetlana J. Jalosjós es una cantante, política y presentadora de televisión filipina, una de las conductoras más antiguas del horario de la tarde de un programa de formato sobre un espectáculo de variedades de más larga duración, llamado Eat bulaga, que es transmitido en la cadena televisiva GMA Network de lunes a sábado a las 12 horas. 

## Familia
Ella es la hija de Romeo Jalosjós, un político y congresista anterior de Zamboanga del Norte y hermana de Bullet Jalosjós, exnovio de las actrices Katrina Halili y Michelle Madrigal, que actualmente es miembro de la Junta de Zamboanga del Norte, que reside en Dakak Beach Resort en Dapitan. Actualmente ella continua con su carrera profesional como cantante y ha realizado también un espectáculo de variedades, llamado G-Idol, en Dapitan.

## Filmografía
- Eat bulaga, host (2004-2006)
- G-Idol, host (2008-presente)

- Datos: Q6482842